# 벽제읍
벽제읍(碧蹄邑)은 고양군에 있던 행정구역이다. 1992년에 고양군이 고양시로 승격하면서 벽제읍이 폐지되고 관할 법정리가 법정동으로 전환되었다. 현재 옛 고양리, 대자리, 관산리, 내유리, 벽제리, 선유리는 덕양구에 속하여 고양동과 관산동의 2개 행정동으로 나뉘어 있다. 현재 일산동구에 편입된 지영리, 설문리, 사리현리, 문봉리, 성석리는 일산동구에서 고봉동이라는 하나의 행정동을 이루고 있다.

## 같이 보기
- 고양군
- 고양시